# Nissan Stadium, Nashville
Nissan Stadium, tidigare Adelphia Coliseum, The Coliseum och LP Field, är en utomhusarena i Nashville, Tennessee i USA. Den har en publikkapacitet på 67 700 åskådare. Utomhusarenan uppfördes mellan den 3 maj 1997 och den 27 augusti 1999. Nissan Stadium ägs och underhålls av storstadsregeringen för Nashville och Davidson County.
Den används främst som hemmaarena för Tennessee Titans i NFL men även från och till av Tennessee State Tigers i NCAA. Utomhusarenan användes också tidigare av Nashville SC i MLS.